# Le Cri du cormoran le soir au-dessus des jonques
Pour plus de détails, voir Fiche technique et Distribution.
Le Cri du cormoran le soir au-dessus des jonques est un film français réalisé par Michel Audiard, sorti en 1971.

## Synopsis
Alfred, un minable chômeur à la recherche d'un emploi, qui survit grâce à son épouse et est obsédé par les courses qu’il perd régulièrement, est capturé au hasard par un gang de truands redoutables, mené par Monsieur K., qui veulent absolument l'enfermer dans un cercueil pour un voyage à destination d'Istanbul avec un veston qu'on l'oblige à porter.
C'est alors que la voiture dans laquelle se trouvait le cercueil où se trouve Alfred est détruite par des hommes de main d'un certain Kruger. Le cercueil, sorti du coffre de la voiture lors de l'explosion, est emmené par deux sbires de Kruger, Georges et Henri.
En fait, Kruger convoite aussi ce veston, censé contenir une fortune, qui s'avère n'être composée que de billets de Monopoly. Kruger soupçonne une supercherie. Il l'ignore, mais ce sont les volumineux boutons qui contiennent d'énormes diamants.
S'ensuit une course-poursuite pour récupérer le veston, qui a été abandonné comme sans valeur.

## Fiche technique
- Titre : Le Cri du cormoran le soir au-dessus des jonques
- Autre titre : Le Paumé
- Réalisation : Michel Audiard
- Scénario et adaptation : Michel Audiard, Jean-Marie Poiré d'après un roman d'Evan Hunter « le Paumé » (éditions Gallimard).
- Dialogue : Michel Audiard
- Assistants du réalisateur : Tony Aboyantz, Paul Nuyttens, François Audiard, Emmanuel Fonlladosa
- Compositeur : Eddie Vartan (éditions Hortensia)
- Les paroles de la chanson « Wolf River » ont été écrites par Tommie Brown
- Directeur de la photographie : Pierre Petit
- Opérateur : Adolphe Charlet, assisté de Alain Boisnard, Max Dulac et Gérard Petit
- Directeur de production : Robert Sussfeld et Claude Hauser
- Secrétaire de production : Marguerite Théoule
- Producteur délégué : Alain Poiré
- Son : Guy Villette, assisté de Victor Revelli
- Décors : Jean d'Eaubonne, Raymond Bugatti, assistés de Daniel O'Nillon
- Montage : Robert et Monique Isnardon, assistés de Inès Collignon
- Ensemblier : Louis Seuret
- Script-girl : Colette Robin
- Photographe : Henri Thibault
- Administrateur de production : Guy Azzi
- Régisseur : Gérard Crosnier, assisté de Dominique Rigaux
- Perruques de chez Carita, la lingerie de Frivolité
- Les meubles de Huchers Minvielle
- L'immeuble U.A.P Charras construit par la Sennicle [réf. souhaitée]
- Société de production et de distribution : Gaumont International
- Studios : Paris-Studios-Cinéma (Studios de Billancourt)
- Tirage : Laboratoire G.T.C [réf. souhaitée]
- Studio et mixage : Paris-Studio-Cinéma
- Genre : comédie policière
- Pays :  France
- Année : 1970
- Durée : 88 minutes
- Date de sortie en salles : 10 février 1971 (France)

## Distribution
- Michel Serrault : Alfred « Freddy » Mullanet, le joueur malchanceux
- Bernard Blier : Monsieur K., un truand
- Marion Game : Mirabelle, la maîtresse de Kruger
- Paul Meurisse : Kruger, un chef de gang
- Jean Carmet : Eugène dit « Gégène »
- Françoise Giret : Irène, la femme d'Alfred
- Sylvie Bréal : Martine, la jeune femme au ciré jaune, bonne d'immeuble
- Nancy Holloway : Mélanie, la voisine qui fait une surprise-party
- Corinne Armand : Mélissa
- Jacqueline Doyen : Marie-Martine, la femme de Gustave
- Darling Légitimus : la mère de Mélanie
- Monique Mélinand : une passante
- Maurice Biraud : Émile Dubuisson, le chauffeur de taxi
- Carlos : Purcell, un homme de main de K
- Robert Dalban : Gustave, le caravanier
- Yves Robert : le commissaire
- Michel Modo : Marcel, le policier
- Romain Bouteille : Loulou, le brigadier-chef
- Bernard Musson : 1er client du sex-shop
- Jacques Hilling : 2e client du sex-shop
- Gérard Depardieu : Henri, un homme de main de Kruger
- Roger Lumont : un homme de main de K
- Carlo Nell : Max, un turfiste
- Dominique Zardi : Lulu, le Bovin, un homme de main de K
- Stéphane Bouy : Georges, un homme de main de Kruger
- Yves Barsacq : Sam, un turfiste
- Henri Cogan : le conducteur du second engin
- Moustache : un homme de main de K
- Claude Rollet : le commis de Gégène
- James Campbell-Badiane : l'anglophone qui fait son footing
- Charles Dalin : le chauffeur de la Limousine
- Leroy Haynes : Boubou
- Gilbert Servien : un turfiste
- Sophie du Pac : une fillette
- Yves Elliot
- Vladimir Tourkia
- Michel Pilorgé : un agent de police
- Annie Jeannenet

## Autour du film
- Le film est conçu dans l'esprit de la bande dessinée avec des dialogues du café-théâtre.
- Quatrième réalisation de Michel Audiard, qui réalisera Le drapeau noir flotte sur la marmite, avec Jean Gabin, en 1971.
- À noter la première apparition au cinéma, dans un long-métrage, de Gérard Depardieu, qui a débuté cinq ans plus tôt dans Le Beatnik et le Minet, court-métrage de Roger Leenhardt.
- Ce film est une des rares incursions au cinéma de Carlos en tant qu'acteur.
- Michel Audiard a choisi des acteurs avec lesquels il a souvent travaillé : Michel Serrault, Maurice Biraud, Robert Dalban, Jean Carmet et Bernard Blier.
- Le personnage de Paul Meurisse est un clin d'œil au réalisateur Jean-Pierre Melville, reconnaissable à son stetston et ses lunettes de soleil américaines.